# Goswintha
Goswintha, auch Godiswintha, Goswinthe, Goïswinthe, Gonsuinthe (* um 530; † 589) war eine westgotische Königin. Nacheinander war sie die Ehefrau der Könige des westgotischen Spaniens Athanagild und Leovigild. Mit Athanagild hatte sie die beiden Töchter Brunichild und Gailswintha, die später in die Familie der Merowinger einheirateten.
Brunichilds Tochter Ingund aus der Ehe mit Sigibert I. von Austrasien wurde mit Hermenegild, dem älteren der beiden Söhne des Westgotenkönigs Leovigild, verheiratet. Daraus entstand ein religiöser Konflikt, denn Ingund konvertierte nach ihrer Heirat zum Katholizismus, wogegen die westgotische Königsfamilie am Arianismus festhielt, obwohl ein großer Teil der Bevölkerung im Westgotenreich katholisch war. Goswintha, Hermenegilds Stiefmutter und zugleich Ingunds Großmutter mütterlicherseits, drängte auf die Rückkehr Ingunds zum Arianismus. Als Ingund dies verweigerte, legte Leovigild den Streit bei, indem er Hermenegild mitsamt Ingunde als Verwalter eines südlichen Reichsteils nach Sevilla abschob.